# Hanns Gasser

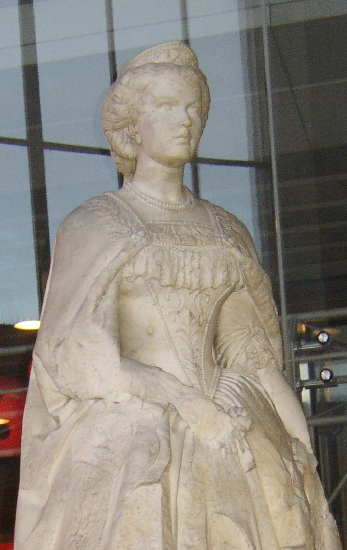
Erzsébet királyné szobra a bécsi Westbahnhofon

Hanns Gasser (vagy Hans) (Eisentratten, 1817. október 2. – Pest, 1868. április 24.) osztrák festő, szobrász.

## Életpályája
Gmünd közelében, Karintiában született. Joseph Gasser von Valhorn testvére volt. Pályáját fametszőként kezdte. Az első kiállítása Klagenfurtban volt 1838-ban. Ezután Bécsbe költözött, ahol az akadémián (Akademie der bildenden Künste Wien) Carl Gsellhofer tanítványa volt. Több akadémiai díjban részesült. 1842 és 1846 között Münchenben élt, ahol Schorr és Kaulbach, majd Schwanthaler tanítványa lett. 1847-ben visszatért Bécsbe, szobrokat készített a Carlszínház homlokzata számára. 1848-ban részt vett a bécsi forradalomban. 1850-51-ben a bécsi Akadémia professzora volt. 1855-ben elkészítette márványból id. Markó Károly mellszobrát, amelyet I. Ferenc József császár a Magyar Nemzeti Múzeumnak ajándékozott. A büszt az 1870-es évek elejéig díszítette az úgynevezett Markó-termet, majd a Szépművészeti Múzeum megalakulása után annak gyűjteményébe került. Hanns Gasser Pesten halt meg.

## Emlékezete
- 1875-ben utcát neveztek el róla Bécsben (Gassergasse).
- A kkStB 151 sorozat egyik gőzmozdonya a nevét viseli.
- Villachban teret neveztek el róla. (Hans Gasser-Platz).

## Művei
- Der blinde Geiger (Wien, Österreichische Galerie Belvedere), 1844, Öl auf Leinwand
- 7 allegorische Figuren am Carltheater in Wien, 1847
- 12 Putten, die Monate darstellend, im Belvederepark in Wien, 1850-52
- Stuckdecke, Karyatiden und Reliefs im Gemeinderatssaal des Alten Rathauses in Wien, 1851-53
- 8 allegorische Figuren an der Vorderfront des Arsenals in Wien, 1855
- 12 Statuen, die Nationen Österreichs darstellend, an der Fassade der ehemaligen Österreichisch-Ungarischen Bank in Wien, Ecke Herrengasse - Strauchgasse, 1855
- Donauweibchenbrunnen im Wiener Stadtpark, 1858
- Kaiserin Elisabeth Denkmal im Wiener Westbahnhof, 1860
- Maria mit dem Kind am Hochaltar der ehemaligen Waisenhauskirche in Wien, 1866
- Denkmal für Joseph von Sonnenfels, heute Rathauspark in Wien, 1867
- Skulpturen an den beiden Brunnen neben der Wiener Staatsoper, 1868